# 紅鑽魚
紅鑽魚（学名：Etelis carbunculus），又稱大口濱鯛、紅肉鑽、紅雞仔、濱鯛，輻鰭魚綱鱸形目鱸亞目笛鯛科的其中一個種。

## 分布
本魚廣泛分布於印度太平洋區，包括東非、紅海、馬達加斯加、波斯灣、模里西斯、塞席爾群島、波斯灣、馬爾地夫、巴基斯坦、印度、安達曼海、緬甸、泰國、馬來西亞、越南、菲律賓、中國、日本、琉球群島、澳洲、台灣、印尼、澳洲、馬里亞納群島、密克羅尼西亞、所羅門群島、諾魯、帛琉、斐濟群島、萬納杜、新幾內亞、新喀里多尼亞、夏威夷等海域。

## 深度
水深90至400公尺。

## 特徵
本魚體延長呈紡錘形，標準體長約為體高之3.35倍。兩眼間隔平扁。眼前方無溝槽。下頜突出於上頜；上頜骨末端延伸至眼中部的下方；上頜骨被鱗。上下頜具多列細齒，外列齒擴大；上下頜前端具2至4犬齒；鋤骨具窄的弧狀齒帶。體被中大型櫛鱗，背鰭及臀鰭上均裸露無鱗；側線完全且平直。魚體為鮮豔的玫瑰紅，腹側為淺紅色或銀白色，背鰭、尾鰭、吻、頷、眼、口內、鰓孔內皆為紅色，背鰭硬棘10枚，軟條11枚；臀鰭硬棘3枚，軟條8枚；胸鰭長約等於頭長；尾鰭深分叉，下葉比較長。其明顯特徵為沿著側線有條黃色縱帶自鰓蓋後方延伸到尾鰭基部。體長可達127公分。

## 生態
本魚棲息在深溝、大凹坑或斜坡地，離底5至8公尺處洄游，係貼地吃餌，喜向下俯衝食餌。主要攝食魚類及大型無脊椎動物如烏賊、蝦及蟹等。

## 經濟利用
重要之食用魚，味美肉鮮，適宜做生魚片、砂鍋魚頭，炸烤等各式烹煮方法。